# 摩訶僧祇律
摩訶僧祇律（まかそうぎりつ）とは、仏教の大衆部（摩訶僧祇部）に継承されてきた律のこと。十誦律、四分律、五分律と共に四大広律と呼ばれる。

## 概要
東晋時代の中国大陸で成立した律蔵の一つで仏駄跋陀羅と法顕により共訳された。五分律とともに原典に基づく完訳と考えられ四波羅夷法は特に詳しい。また本生譚 (ジャータカ) が多く含まれる。全40巻。

## 関連資料
- 佐々木閑『インド仏教変移論』大蔵出版
- 『国訳一切経印度撰述部 律部』大東出版社